# Sven de Langen
Sven de Langen (Berkel en Rodenrijs, 12 december 1986) is een Nederlandse bestuurder en CDA-politicus.

## Biografie

### Maatschappelijke carrière
De Langen studeerde fysiotherapie aan de Hogeschool Rotterdam en bestuurskunde aan de Erasmus Universiteit Rotterdam. Van 2008 tot 2010 was hij werkzaam als projectleider bij Liever Een Origineel Advies en van 2010 tot 2012 als junior adviseur bij Drijver en Partners. Van 2015 tot 2016 werkte hij als adviseur bij de B&A Groep en van 2016 tot 2017 als clusterhoofd beleid bij de gemeente Zuidplas.

### Politieke carrière
Vanaf 2006 was De Langen al bezig met politiek. Hij was namelijk actief als voorzitter van de Rotterdamse Jongerenraad en als bestuurslid van het CDJA in Rotterdam. Van 2010 tot 2012 was hij lid en CDA-fractievoorzitter van de toenmalige Rotterdamse deelgemeente IJsselmonde en van 2012 tot 2014 als dagelijks bestuurder met in zijn portefeuille werk, welzijn, jeugd en ouderen.
Van 2014 tot 2017 was De Langen gemeenteraadslid en CDA-fractievoorzitter van Rotterdam. In 2017 werd hij wethouder van Rotterdam als opvolger van Hugo de Jonge. Tot 2018 had hij in zijn portefeuille onderwijs, jeugd en zorg en vanaf 2018 had hij in zijn portefeuille volksgezondheid, zorg, ouderen en sport. In zijn periode kwam hij met een nieuwe aanpak voor daklozen en binnen een half jaar tijd hebben toen 100 daklozen een eigen huisje gekregen. In oktober 2021 werd hij door Christine Eskes opgevolgd als wethouder. Na twaalf jaar verliet hij de politiek.

### Na de politiek
In januari 2022 werd De Langen bestuurder bij Protestantse Zorggroep Crabbehoff in Dordrecht.

## Persoonlijk
De Langen is woonachtig in Nesselande.